# Étienne-Charles de Damas-Crux
Pour les articles homonymes, voir Damas (homonymie) et Crux (homonymie).
 (20 mars 2016).
Améliorez-le ou discutez des points à vérifier. 
Étienne-Charles, duc de Damas-Crux, né le 10 février 1754 au château de Crux, Nivernais, et mort le 28 mai 1846 à Paris, est un militaire et un homme politique français.

## Biographie
Né au château de Crux dans le Nivernais, de la famille de Damas de la noblesse française, dernier fils de Louis Alexandre de Damas, comte de Crux (mort en 1763) et de Marie-Louise (1712-1796), fille de François-Charles, marquis de Menou (1671-1731), brigadier des armées du roi, Étienne-Charles de Damas fut reçu de minorité dans l'ordre de Saint-Jean de Jérusalem mais ne prononcera jamais ses vœux de chevalier ce qui lui permettra de se marier.
Il entra sous-lieutenant au régiment de Limousin-infanterie, le 22 février 1770, et y devint capitaine le 5 mai 1772. On lui donna le commandement en second du régiment d'Aquitaine le 3 octobre 1779, et il fit avec ce régiment toutes les campagnes de la guerre d'Amérique contre les Anglais dans les Indes orientales. Un régiment de cipayes qu’on lui avait donné à commander ayant un jour lâchement pris la fuite, le jeune colonel s’opiniâtra à rester presque seul sur le champ de bataille, où, accablé par le nombre, il fut fait prisonnier,.
La paix, conclue peu de temps après, entre la France et l’Angleterre, le rendit à la liberté et il revint en France. Il fut nommé mestre de camp, commandant du régiment de Vexin-infanterie, en 1784.

### Révolution française

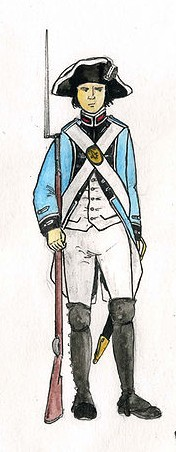
Uniforme de la Légion de Damas

Dévoué à la famille royale, le duc de Damas émigra. Une partie de Vexin-infanterie étant venue le joindre, de la principauté de Monaco, en émigration, fit sous son commandement la campagne de 1792.
Le comte de Damas-Crux, à l'issue de celle de 1793, leva une légion qu’il conduisit au service de « Hollande », et qui, lors de l'invasion de ce pays par les troupes républicaines, passa à la solde et au service de l'Angleterre. Cette légion ayant voulu ensuite débarquer en France, dans les départements de l’Ouest, son infanterie fut en grande partie détruite le 3 thermidor an III, à l’affaire de Quiberon,. Le comte de Damas-Crux conclut, en 1796, avec le prince de Condé, une capitulation en vertu de laquelle il forma un escadron de hussards avec les débris de sa légion, et le commanda à l'armée de ce prince.
Dès l'an 1795, S. M. Louis XVIII (ou le comte d'Artois) l'avait promu au grade de maréchal de camp. Il suivit le corps de Condé en Pologne en 1801 et passa avec lui en Russie la même année. Le comte de Damas-Crux y fut attaché à la personne de S.A.R. Monseigneur le duc d’Angoulême, en qualité de premier gentilhomme de la Chambre.
Il accompagna ce prince de Mittau à l'armée de Condé, puis à Varsovie, et enfin en Angleterre.

### Restauration française
Il rentra enfin en France au mois de mars 1814, avec les troupes alliées et suivit le duc d’Angoulême dans le midi de la France où il « l'aida de ses conseils et de son bras » dans toutes les occasions.
Il fut nommé lieutenant-général des armées du Roi le 21 mars suivant (ou le 22 juin,), et grand-croix de l'ordre de Saint-Louis le 22 août 1814. Il accompagna le duc d'Angoulême durant la campagne de 1815, « qui lui fournit de nouvelles occasions de signaler son dévouement à l'auguste maison de Bourbon ».
Envoyé à Toulouse, en qualité de commissaire du roi, avec le baron de Vitrolles, le comte de Damas-Crux y fut arrêté par ordre du général de Laborde, et fut conduit sur la frontière d'Espagne, où il rejoignit le duc d'Angoulême à Madrid, d'où il fut envoyé par S.A.R. pour commander le rassemblement des sujets fidèles à Tolosa et Irun. Le duc de Damas fit son entrée à Bayonne le 25 juillet, escorté par 1 800 Basques qu'il avait rassemblés. Il avait refusé tout secours du général espagnol comte de la Bisbal, qui lui avait offert de marcher sous ses ordres avec son armée.
Après le second retour du roi, le comte de Damas-Crux fut nommé gouverneur des 11e et 20e divisions militaires, commandant du corps d'armée des Pyrénées occidentales.
Promu pair de France le 17 juillet 1815, il vota pour la mort dans le procès du maréchal Ney. Il fut créé duc le 3 février 1816, et prêta serment en cette qualité le 19 février suivant à la cour royale. Ce titre lui avait été conféré par le roi « en récompense, portent les lettres patentes, des bons et loyaux services rendus, tant à nous qu'à notre bien-aimé neveu le duc d'Angoulême, par M. de Damas, et particulièrement de la conduite qu'il a tenue pour soutenir les glorieux efforts de ce prince dans la circonstance malheureuse où la France s'est trouvée au commencement de l'année dernière ». Enfin, il fut reçu chevalier des ordres du Roi, à Paris, le 5 février 1824 : il prête serment à ce titre le 14 mai 1826,.
Le duc de Gramont ayant été investi du gouvernement de la 11e division militaire le 26 septembre 1815, le duc de Damas fut nommé à celui de la 25e division (Corse). Il passa au gouvernement de la 2e division militaire le 10 janvier 1816. Au mois de mars 1816, il fut chargé par le duc d’Angoulême de diverses missions dans le midi de la France, il s’en acquitta « peut-être avec plus de zèle que de sagesse », et les mesures qu’il prit paraissent avoir plutôt compromis la cause de la famille royale qu’elles n’ont servi ses intérêts.
Le duc de Damas-Crux se retira de la Chambre haute après les journées de juillet 1830, ayant refusé de prêter serment au gouvernement nouveau, « restant fidèle jusqu’au dernier moment à ses croyances et à ses affections politiques », et vécut en dehors de la politique jusqu'à un âge très avancé. Il avait été mis à la retraite, comme lieutenant général, le 30 juin 1832.
|                                                                    |  |                                                                       |
| Antoine Vestier : Anne-Félicité-Simone de Sérent de Kerfilis, 1788 |  | Armes de la famille de Sérent : d'or à trois quintefeuilles de sable. |

Il mourut à Paris le 29 mai 1846, et avec lui s’est éteinte la branche de Damas-Crus, aînée de toute la famille. « La pratique des devoirs de la religion consola sa vieillesse, et son trépas fut sanctifié par les derniers secours de l'Église ».
Le duc de Damas avait épousé, en 1799, Anne-Félicité-Simone (Paris, 15 janvier 1772 - Paris, 25 janvier 1848), fille d’Armand, duc de Sérent, pair de France, gouverneur du château royal de Rambouillet, chevalier des ordres du Roi, ancien gouverneur de LL. AA. RR. les ducs d'Angoulême et de Berry, et ancien président de la noblesse aux États de Bretagne. N'ayant pas d'enfant, il avait fait substituer sa pairie à Alexandre de Damas, lieutenant général des armées du roi, mais, Étienne-Charles de Damas étant déclaré démissionnaire de sa pairie après avoir refusé le serment au gouvernement de Louis-Philippe Ier, l'héritier de la pairie ne put siéger.

## Distinctions

### Titres
- Comte de Damas-Crux ;
- Duc de Damas-Crux (3 février 1816, serment du 19 février suivant)
- Pair de France[14] :
  - 17 août 1815 - 20 mars 1815, juillet 1830,
  - Duc et pair héréditaire (31 août 1817, lettres patentes du 18 février 1818, sans majorat)[14].

### Décorations
| Chevalier du Saint-Esprit | Grand-croix de Saint-Louis | Chevalier du Brassard de Bordeaux | Officier de la Légion d'honneur |

- Chevalier du Saint-Esprit (5 février 1824) ;
- Grand-croix de l'ordre royal et militaire de Saint-Louis  (22 août 1814[8]) ;
- Décoration du brassard de Bordeaux
- Officier de la Légion d'honneur (décret du 31 août 1829)[7] ;

### Distinctions
- Premier gentilhomme de la Chambre du duc d'Angoulême (à partir de 1801[6], confirmé en 1814[2]) ;

## Armoiries
D'or, à la croix ancrée de gueules,,.
- Timbre : Casque couronné[15].